# Съешь свой макияж
«Съешь свой макияж» (англ. Eat Your Makeup) — американский короткометражный чёрно-белый фильм Джона Уотерса, снятый в 1968 году.

## Сюжет
Сумасшедшая нянька похищает молодых девушек и принуждает их сначала съедать содержимое свой косметички, после начинаются издевательства, а в завершении несчастная должна инсценировать свою смерть. За всем этим безобразием с упоением наблюдает её бойфренд и его сумасшедшие дружки. Одна из тех, кто лицезреет сие действо, задумавшись, отправляется в свои фантазии, где она в образе Джеки Кеннеди едет в машине со своим мужем в день, когда его застрелят.

## В ролях
- Мэлкам Соул — нянька[2]
- Дэвид Локари — парень няньки
- Дивайн — «Джеки Кеннеди»[3]
- Говард Грубер — Джон Кеннеди
- Мэри Вивиан Пирс — похищенная модель
- Мона Монтгомери — похищенная модель
- Джордж Фиггс — Прекрасный принц

## Производство
Как и все фильмы Уотерса, этот снимался в Балтиморе, Мэриленд. Это первый фильм, который снимался на 16-мм киноплёнку, предыдущие работы Уотерс снимал на 8-мм.

## Релиз
Первый показ фильма состоялся 23 февраля 1968 года в местной церкви. Картина более никогда не выходила в кинотеатрах, либо на видео. Лишь в 2004 году фильм впервые за долгое время показали на большом экране в рамках ретроспективного фестиваля фильмов Джона Уотерса.